# Roger Coste
Roger Coste, né le 5 octobre 1912 à Grospierres et mort le 12 juillet 2005 à Vienne (Isère), est un homme politique et directeur d'école français. Il est connu pour avoir été député communiste de la sixième circonscription de l'Isère au cours de la IIIe législature de la Cinquième République française.

## Biographie
Fils d'un forgeron, Roger Coste devient instituteur. Syndicaliste enseignant, militant communiste, il est nommé directeur d'école à Roussillon, où il conquiert les mandats de maire (1959-1977) et de conseiller général (1967-1979).